# Igazságügyi palota (Lima)
Az Igazságügyi palota a perui főváros, Lima egyik nagyszabású épülete.

## Története
A perui igazságszolgáltatásnak a 20. század elejéig csak viszonylag kis méretű székháza volt, ezért 1906-ban Manuel Pardo kormánya elrendelte egy, a San Martín térre néző homlokzatú igazságügyi palota építését. Ez a terv azonban nem valósult meg, sőt, még két évtizedet kellett várni, amíg elkezdődhetett az építkezés: 1925-ben, a perui legfelsőbb bíróság alapításának száz éves évfordulója alkalmából Augusto B. Leguía elnök vetette fel újra az ötletet. Ezúttal a San Buenaventura és a Cochabambas utcák közötti Guadalupe börtön területét szemelték ki az új palota helyszínéül. A lengyel Bruno Paprowsky tervei alapján 1928. január 7-én kezdődött meg az építkezés, ám amikor 1930-ban Luis Miguel Sánchez Cerro Arequipában fellázadt, és megdöntötte a kormányt, ezeket a munkálatokat is leállíttatta. Az építkezés 1937-ben, immár Óscar R. Benavides kormányzása idején kezdődött újra, miután egy liciten a Juvenal Mongue y Cia. Constructora S.A. 30 hónapos befejezési időt megjelölő ajánlata győzött. A palotát 1939. december 5-én avatta fel Benavides elnök.
Tervezője a brüsszeli Igazságügyi palotát használta mintául. Az építmény valóban hasonló is lett a belgiumira, bár az eredeti tervekben szereplő jellegzetes, hatalmas kupola Limában nem valósult meg.

## Képek

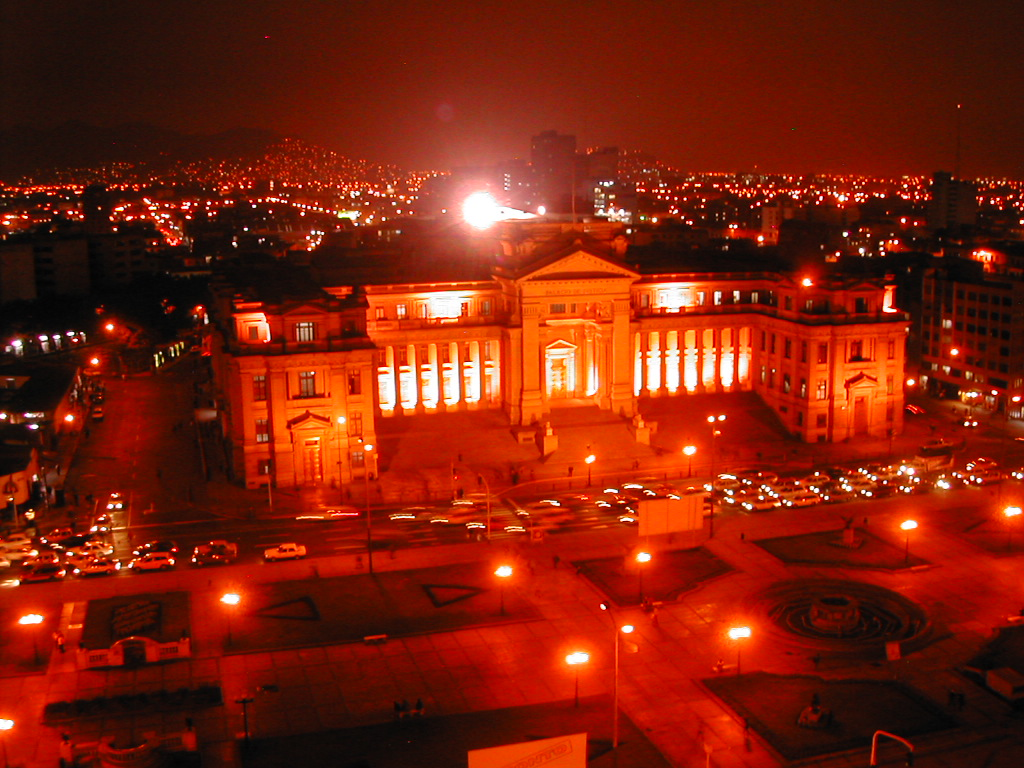
Esti kivilágításban
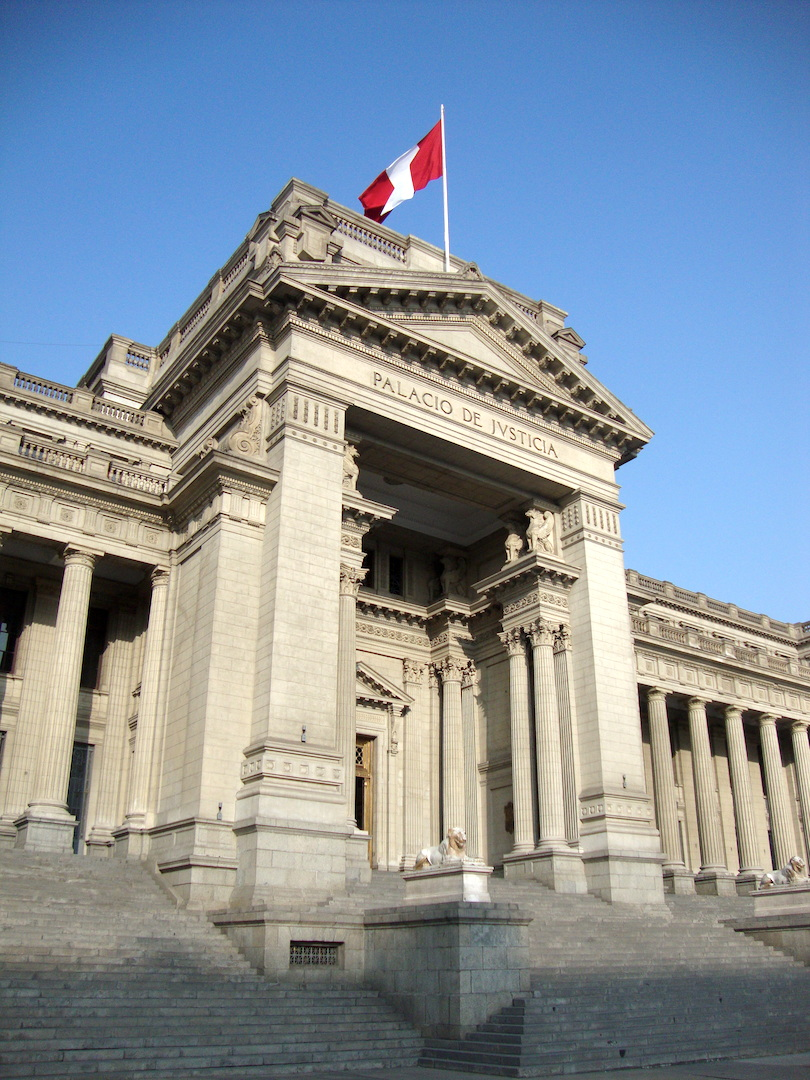
A bejárat
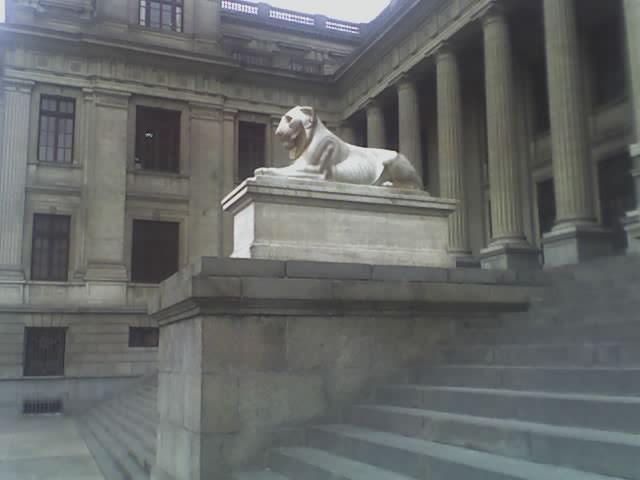
Oroszlánszobor
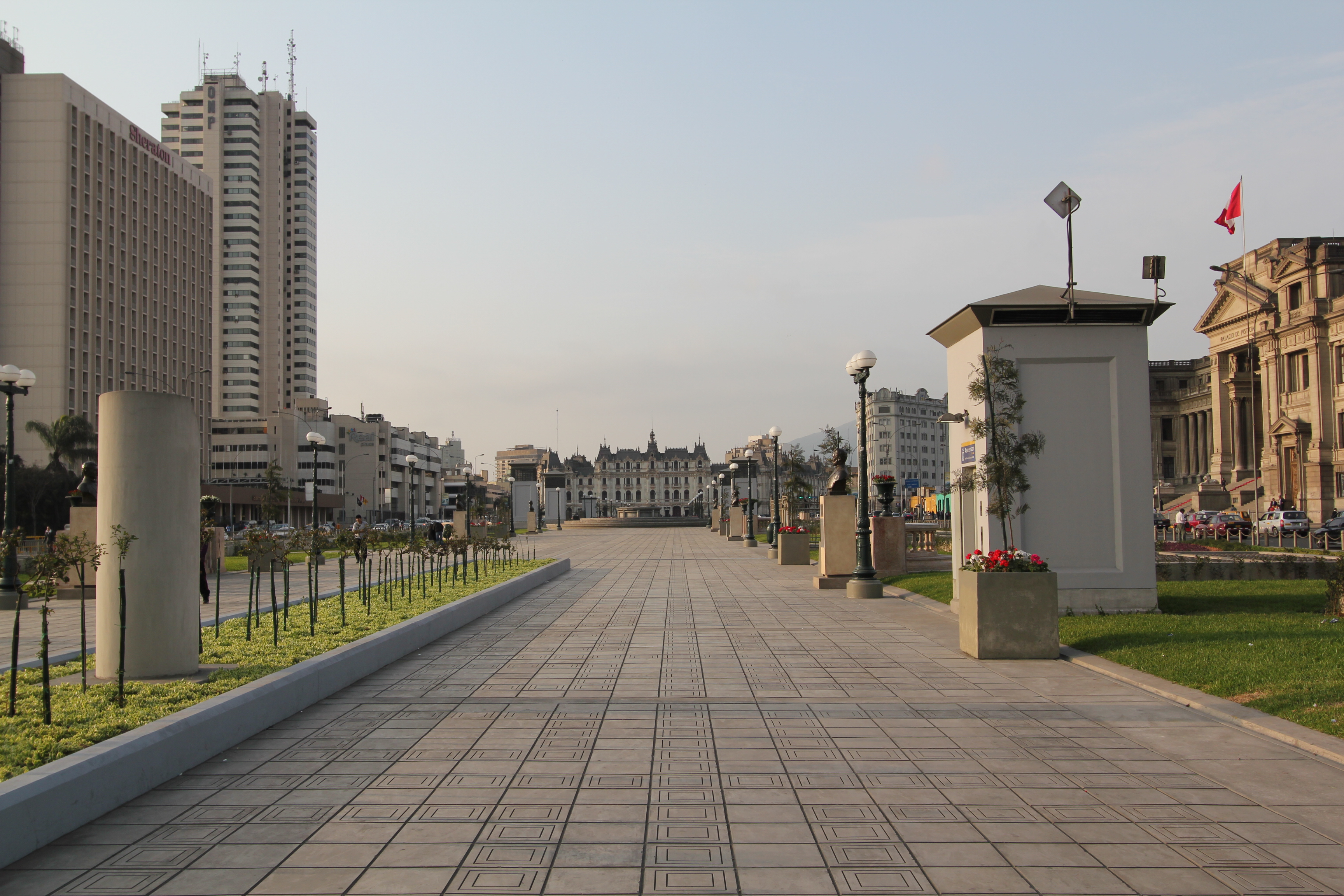
Környezete